# دولنه (صربستان)
دولنه (به صربی: Dulene) یک منطقهٔ مسکونی در صربستان است که در Pivara Municipality واقع شده‌است. دولنه ۲۱۸ نفر جمعیت دارد.